# Karl Beckman
Karl Vilhelm Beckman i riksdagen kallad Beckman i Linköping, född 9 juni 1860 i Linköpings församling, Östergötlands län, död där 27 augusti 1926, var en svensk skolman, historisk författare och riksdagsman.
Beckman blev filosofie doktor i Uppsala 1887 och docent i statsvetenskap samma år. Han var lektor i historia och modersmålet vid Linköpings högre allmänna läroverk 1887–1925, och folkskoleinspektor 1893–1898. Beckman var dessutom ledamot av andra kammaren i Sveriges riksdag 1906–1908 (för Linköpings valkrets) samt 1913–1917 (för Norrköpings och Linköpings valkrets) och tillhörde Högerpartiet.
Bland Beckmans arbeten märks Bidrag till utskottsmötenas historia (1887), Bidrag till svenska riksdagens historia 1650–80 (1888), han samlade även in en mängd litteratur till ett historiskt arbete om Linköping, som dock aldrig blev färdigställt.
Karl Beckman är begravd på Gamla griftegården i Linköping.